# Courageous (yacht)
Pour les articles homonymes, voir Courageous.
Courageous (US-26) est le yacht de course, defender américain lors de la Coupe de l'America (America's Cup) de 1974 contre le challenger australien Southern Cross représentant le Royal Perth Yacht Club de Perth et en 1977 contre le challenger australien Australia.

## Construction
Courageous a été conçu par Olin Stephens, et a été construit au Minneford Yacht Yard  de City Island à New York. Il a été le tout premier yacht de classe 12 Metre à avoir une coque en aluminium.
En 1977, il a subi quelques modifications pour se conformer à la nouvelle règle des 12 Metre. Les winchs ont été placés sur le pont, 850 kg de ballast supplémentaire ont été ajoutés, le gouvernail a été déplacé vers l'avant pour réduire la ligne de flottaison.

## Carrière

Guidon du NYYC

En 1974, skippé par Ted Hood, il a battu l'australien Southern Cross. En 1977, skippé par Ted Turner il a battu largement Australia par 4 manchs à 0.
En 1979, Ted Turner a acheté le voilier en le rebaptisant Courageous II. En 1984, il prend le nom de Courageous III et en 1986, légèrement modifié, il se présente comme challenger à Fremantle sous le nom de Courageous IV, sans succès.
Depuis Courageous navigue pour un équipage de marins vétérans de l'America's Cup à Newport. Une restauration du voilier a aussi été entreprise.